# Manuela Caldera
Manuela Mercedes Caldera Mascayano (Santiago de Chile, 1803-Ibíd., 30 de mayo de 1865) fue una ama de casa chilena, cónyuge del director supremo, y luego presidente Ramón Freire y como tal sirvió en calidad de primera dama durante su administración.

## Biografía
Hija de Francisco de Paula Caldera Fontecilla y Micaela Mascayano Larraín.
Se unió en matrimonio en Santiago, el 1 de octubre de 1826 a quien ella llamaba cariñosamente "Moncho" de cual nacieron 4 hijos: Liborio Ramón, Juan Zenón, Amable y Francisco de Paula.

## Actuación después del gobierno
Después de la derrota de Freire en la batalla de Lircay en 1830, este fue perseguido, enjuiciado y condenado a muerte. Solo las suplicas y las valientes acciones de su esposa permitieron conmutar la pena de muerte por el destierro a Tahití. Ella quiso acompañarlo, pero él se negó a exponerla a la lejana vida en la isla polinésica.
Tanto admiró y valoró el amor al país que siempre demostró su marido, como destacado patriota que sirviera en los más altos cargos del Ejército y en la dirección de la naciente República, que una vez viuda (1852) no aceptó la ingratitud de la patria hacia su persona e inició una lucha contra el Estado.
Su causa se fundamentó en que luego de ser exiliado, se expropió la hacienda Cucha-Cucha, que había sido entregada a su persona como premio a su valor y aporte fundamental en el proceso de independencia nacional; situación que significó, además de un tremendo agravio, sumir a la familia en una condición económica deplorable.
Fue una batalla tan intensa y apasionada como todas las que sostuvo Ramón Freire. No dio tregua a sus reivindicaciones, dando fuerte publicidad a la comunidad nacional de esta situación con un obstáculo donde explica que "lo hacía por sus hijos y, principalmente, por la memoria de su esposo". 
Manuela Caldera Mascayano llevó a cabo este proceso con toda la rigurosidad legal que presenta un formidable e irrebatible alegato de mujer y de madre, poniendo su carácter, tesón y valor para rearmar el potente legado de un exmandatario, el que la historia recuerda como el "General de los Cabildos" y "Defensor de las Regiones".
Manuela Caldera murió el 30 de mayo de 1865. Esta sepultada en el Cementerio General de Santiago.